# 城山 (松本市)
城山（じょうやま）は長野県松本市の地名。丁番を持たない単独町名である。住居表示実施済み。郵便番号は390-0866。

## 地理
松本市街地の北西に存在する地区である。1991年に住居表示が実施されている。城山公園はここではなく大字蟻ケ崎にある。高台にある住宅地となっている。城山の南側の中腹にあたり、坂はきつい所となだらかな所がある。西から北と南東で大字蟻ケ崎、北東で蟻ケ崎台、南で宮渕と接する。

## 歴史
江戸時代には蟻ヶ崎村の一部であった。

### 沿革
- 1991年（平成3年）6月3日 - 住居表示の実施[4]。

## 世帯数と人口
2018年（平成30年）10月1日現在の世帯数と人口は以下の通りである。
| 町丁 | 世帯数  | 人口  |
| ---- | ------- | ----- |
| 城山 | 232世帯 | 535人 |